# ترکیش ایرلاینز

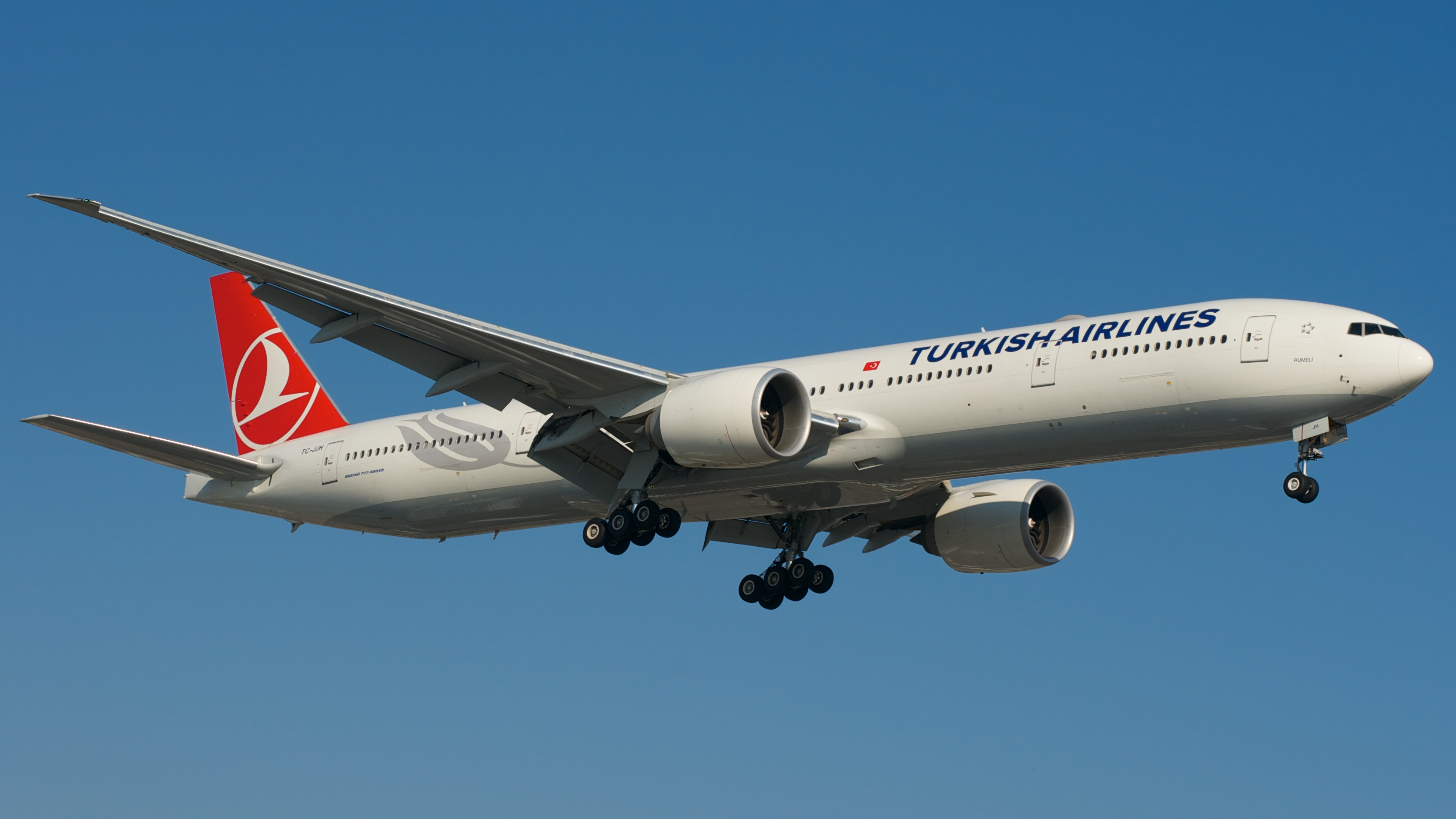
هواپیمای بوئینگ ۷۷۷ متعلق به ترکیش ایرلاینز

هواپیمایی ترکیه یا ترکیش ایرلاینز (به انگلیسی: Turkish Airlines) شرکت هواپیمایی حامل پرچم ترکیه است که در سال ۱۹۳۳ به دستور مصطفی کمال آتاترک تأسیس شد و در حال حاضر روزانه به ۳۰۰ مقصد، در اروپا، آسیا، آفریقا و ایالات متحده آمریکا پروازهای مستقیم دارد. این شرکت در سال ۲۰۱۴ بیش از ۵۴٫۷ میلیون مسافر را جابجا کرده‌است.
دفتر مرکزی شرکت ترکیش ایرلاینز در شهر استانبول قرار دارد و فرودگاه جدید استانبول و فرودگاه بین‌المللی صبیحه گوکچن، قطب‌های این شرکت هواپیمایی به‌شمار می‌آیند.
در سال ۲۰۱۶ سایت معتبر worldairlineawards که رده‌بندی‌های شرکت‌های هوایی در جهان را انجام می‌دهد، شرکت هوایی ترکیش ایرلاینز را به عنوان هفتمین خط هوایی برتر سال انتخاب کرد.
ترکیش ایرلاینز هم‌اکنون ۳۳۳ هواپیمای عملیاتی دارد و حدود ۱۸۰ فروند هواپیمای دیگر نیز در دست سفارش دارد. این شرکت به تازگی قرارداد خرید ۴۰ فروند بوئینگ ۷۸۷–۹ به ارزش ۱۱ میلیارد دلار را با بوئینگ به امضاء رسانده‌است.

## مقصدهای پروازی
تا تاریخ فوریه ۲۰۱۵، ترکیش ایرلاینز به ۲۸۰ مقصد پروازی به ۱۱۰ کشور جهان پرواز انجام می‌دهد.

### قرارداد نماد مشترک
ترکیش ایرلاینز با شرکت‌های هواپیمایی زیر قرارداد نماد مشترک دارد (دسامبر ۲۰۱۳):
- آدریا ایرویز
- اژین ایرلاینز[۱۳]
- ایر آستانه[۱۴]
- ایر کانادا[۱۵]
- ایر چاینا
- ایر ایندیا
- ایر قرقیزستان
- ایر مالتا
- ایر نیوزیلند[۱۶]
- آل نیپون ایرویز
- آسیانا ایرلاینز
- آستریا ایر
- اویانکا[۱۷]
- هواپیمایی آذربایجان[۱۸]
- هواپیمایی کرواسی
- اجیپت‌ایر
- هواپیمایی اتیوپی[۱۹]
- هواپیمایی اتحاد
- اوا ایر[۲۰]
- گارودا ایندونزیا
- ایران ایر
- جت‌بلو
- کویت ایرویز
- لوکزایر[۲۱]
- لوت پولیش ایرلاینز[۲۲]
- هواپیمایی مالزی
- عمان ایر[۲۳]
- هواپیمایی بین‌المللی پاکستان
- هواپیمایی فیلیپین[۲۴]
- هواپیمایی پادشاهی مراکش
- الملکیه الاردنیه[۲۵]
- رواندایر[۲۶][۲۷]
- هواپیمایی اسکاندیناوی[۲۸]
- سنگاپور ایرلاینز
- سوئیس اینترنشنال ایرلاینز
- تاپ پرتغال
- تای ایرویز اینترنشنال
- هواپیمایی بین‌المللی اوکراین[۲۹]
- یونایتد ایرلاینز
- یوتیر اوییشن

## ناوگان هوایی

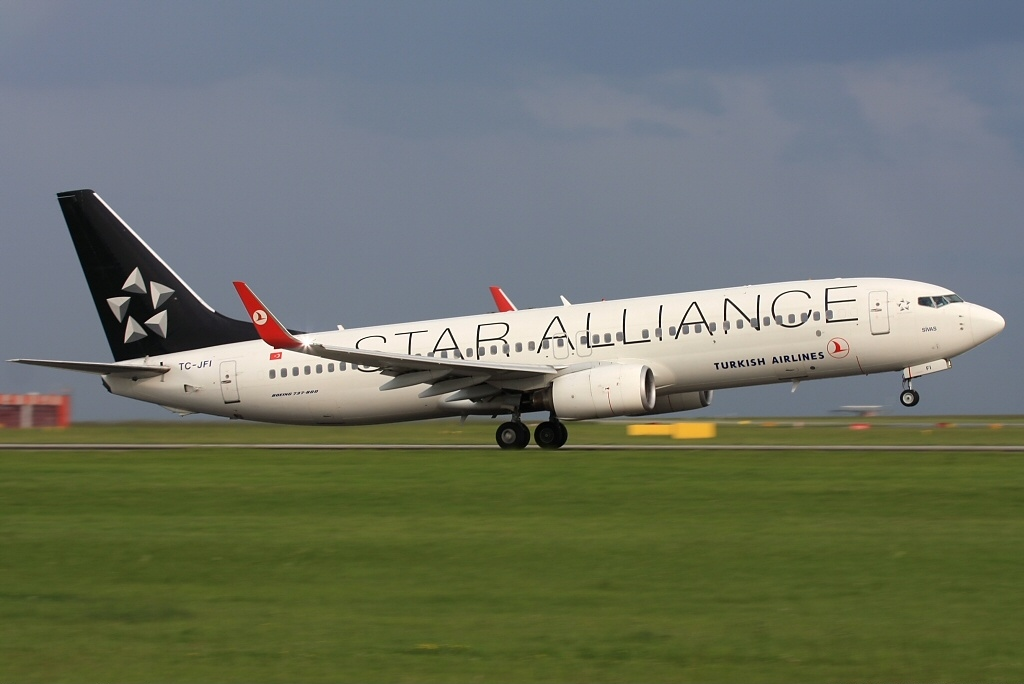
یک فروند بوئینگ ۷۳۷ نسل بعدی استار الاینس در فرودگاه پراگ رازیون.

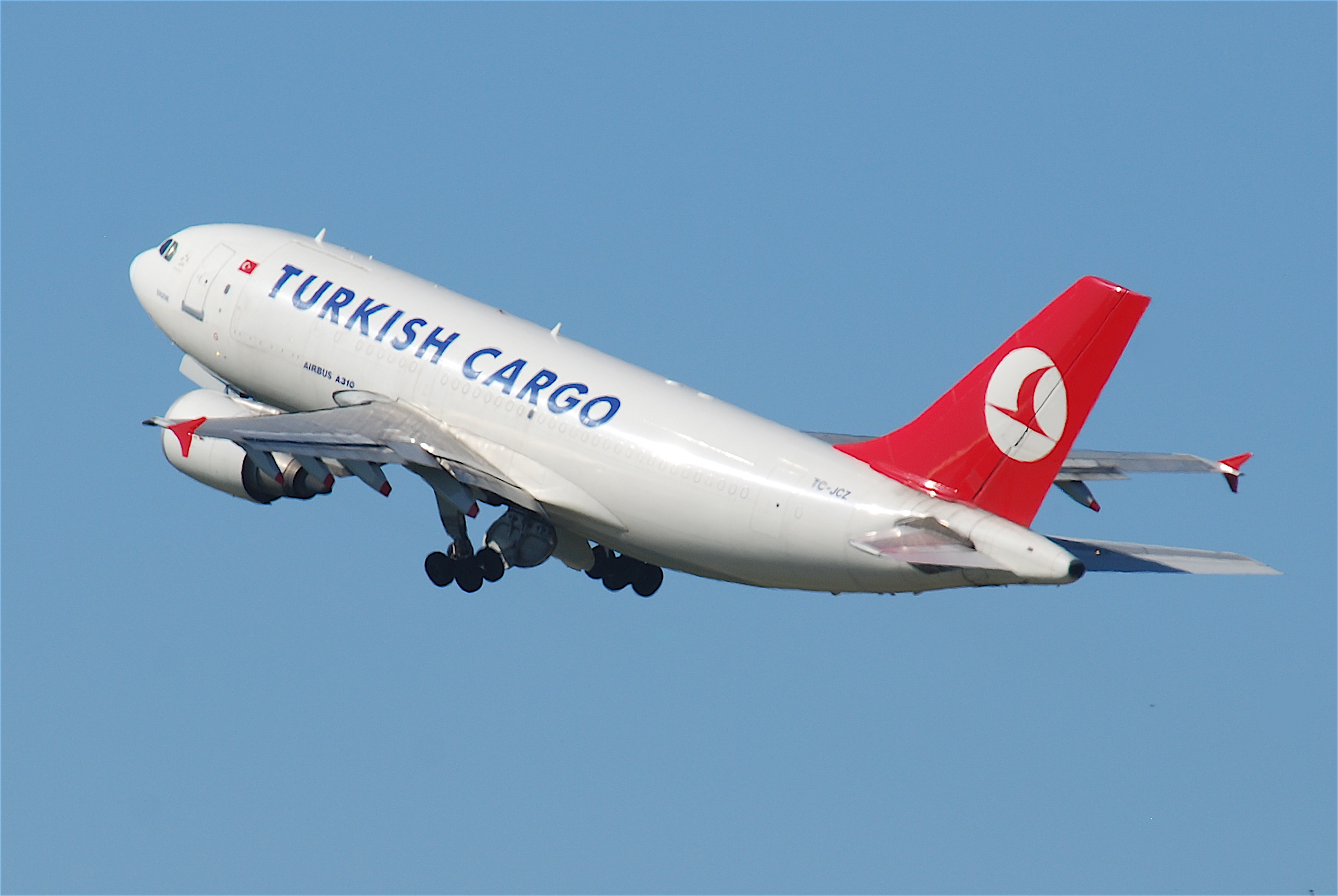
ایرباس ای۳۱۰ ترکیش ایرلاینز با لوگوی قدیمی.

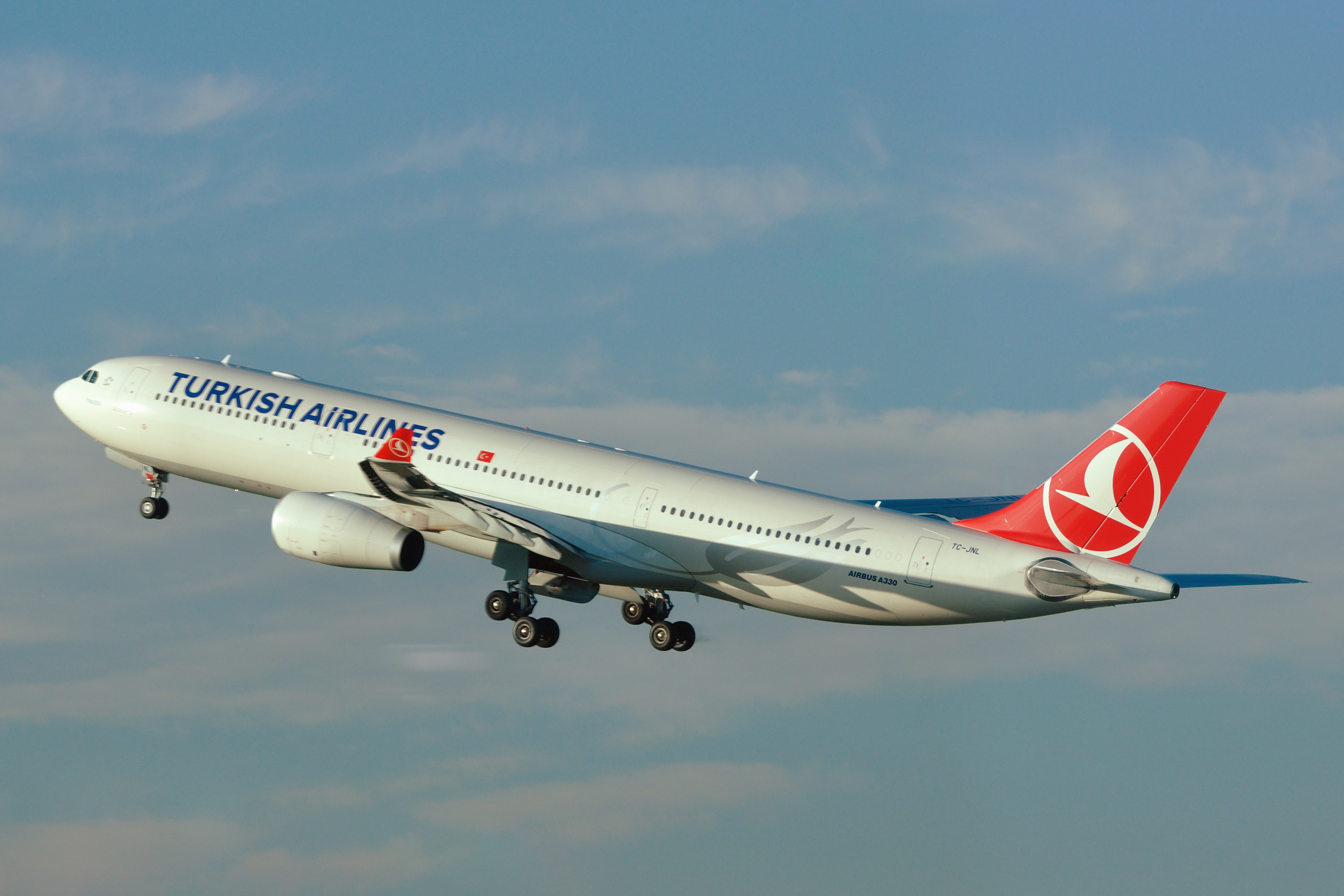
ایرباس ای۳۳۰ ترکیش ایرلاینز با لوگوی جدید.

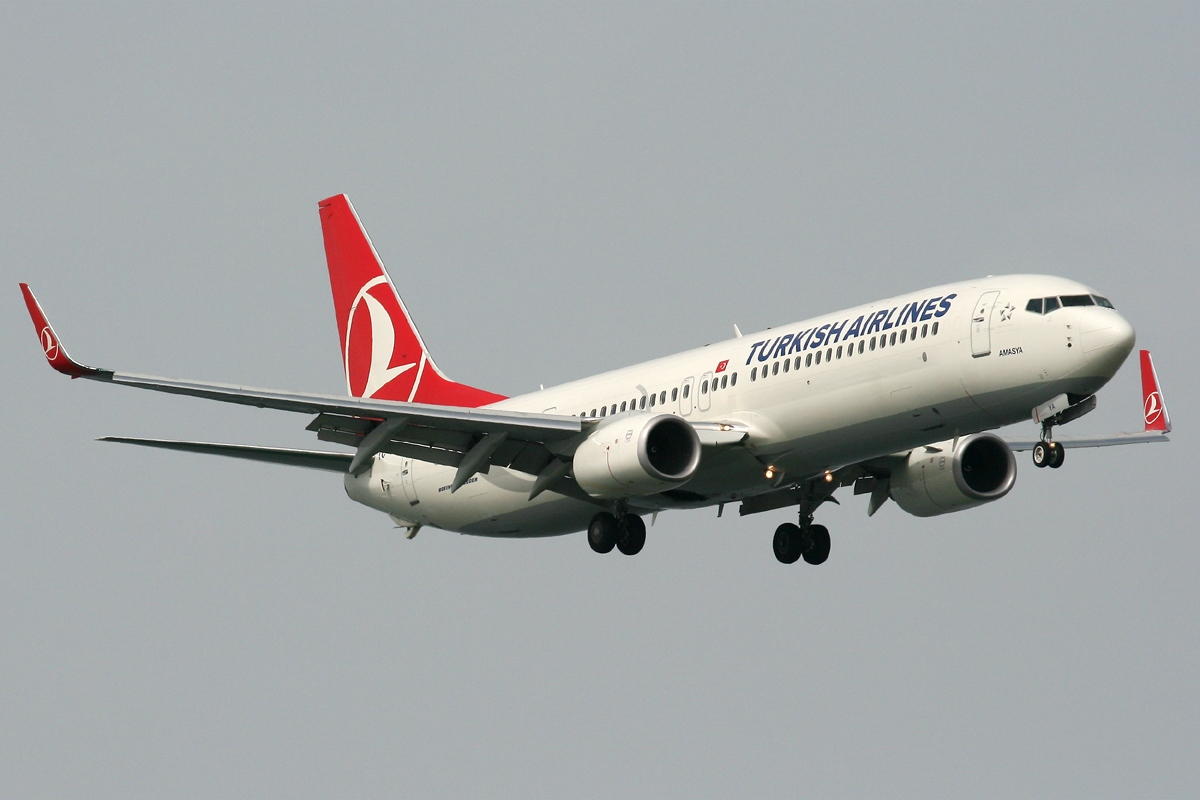
بوئینگ ۷۳۷ نسل بعدی ترکیش ایرلاینز با لوگوی جدید.

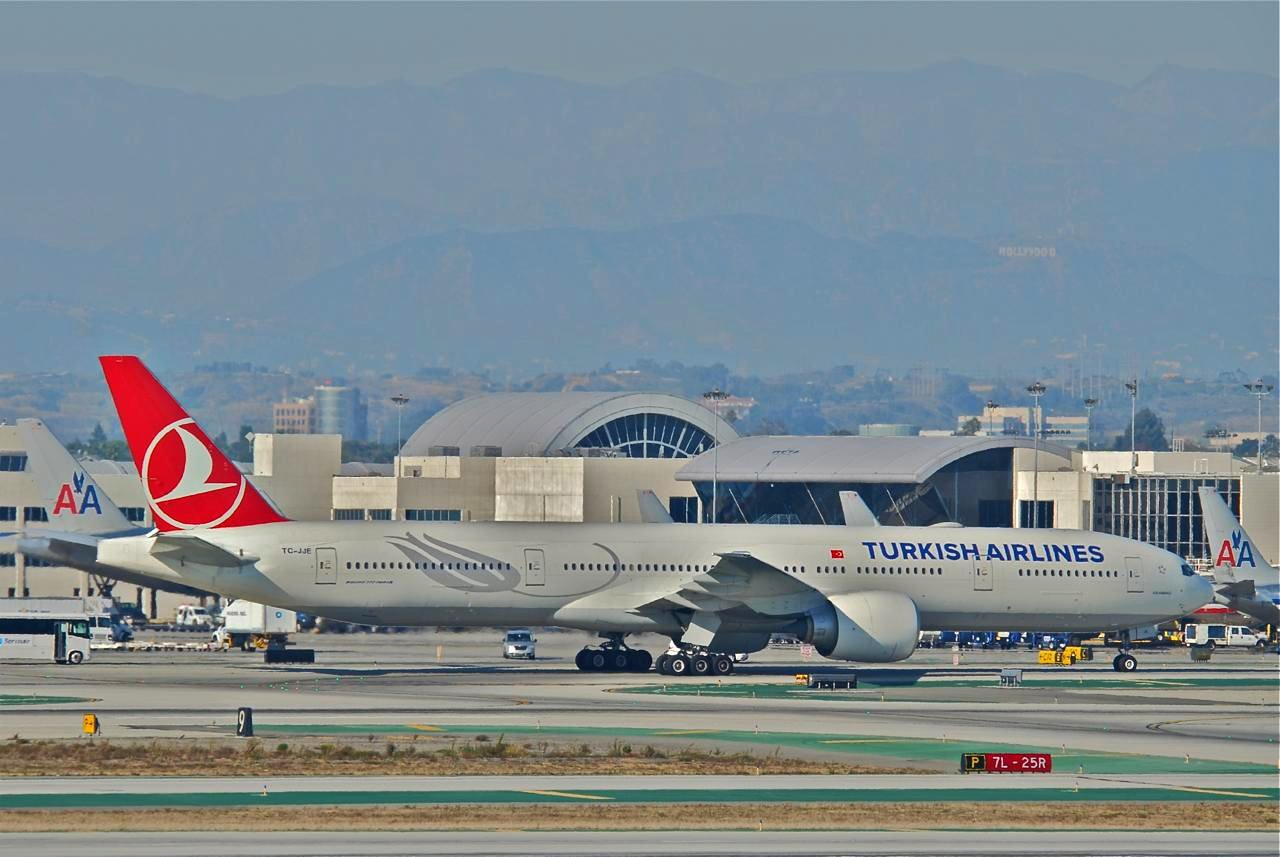
بوئینگ ۷۷۷ ترکیش ایرلاینز در فرودگاه بین‌المللی لس‌آنجلس.

تا تاریخ اوت ۲۰۱۵، ناوگان هوایی ترکیش ایرلاینز شامل ۲۸۹ هواپیمای مسافربری و ۱۰ هواپیمای باربری است.

## اسپانسرینگ
شرکت ترکیش ایرلاینز هم‌اکنون به‌عنوان حامی مالی در باشگاه‌های زیر فعالیت می‌نماید:
- باشگاه فوتبال منچستر یونایتد
- باشگاه فوتبال بارسلونا
- لیگ بسکتبال اروپا
- لیگ قهرمانان اروپا

## خدمات
شرکت ترکیش ایرلاینز بر پایه جوایز داده شده توسط شرکت بین‌المللی درجه‌بندی Skytrax، ترکیش ایرلانز در سال ۲۰۱۵ بهترین خط هوایی اروپا و چهارمین در دنیا است. و بالاترین نرخ رشد را در میان شرکت‌های هوایی جهان دارد.
غذاهایی که در هواپیماهای ترکیش ایرلانیز سرو می‌شوند، مشهور بوده و در بسیاری از مجلات و سایت‌های معروف مورد تقدیر قرار گرفته‌است. منوهایی که برای برخی از پروازها تهیه شده‌اند، از غذاهای امپراتوری عثمانی الهام گرفته‌اند.

## سوانح
- در تاریخ ۲۵ فوریه ۲۰۰۹ میلادی، یک فروند هواپیمای بوئینگ ۷۳۷–۸۰۰ خطوط هوایی ترکیه که از فرودگاه بین‌المللی آتاترک عازم فرودگاه اسکییپول آمستردام بود، به هنگام فرود در ۵۰۰ متری فرودگاه آمستردام سقوط کرد. در این سانحه ۹ تن کشته شده و ۸۴ تن مجروح شدند. این هواپیما دارای ۱۲۷ مسافر و ۷ خدمه پروازی بود.[۴۲][۴۳][۴۴][۴۵][۴۶]